# Sint-Andrieskerk (Zande)

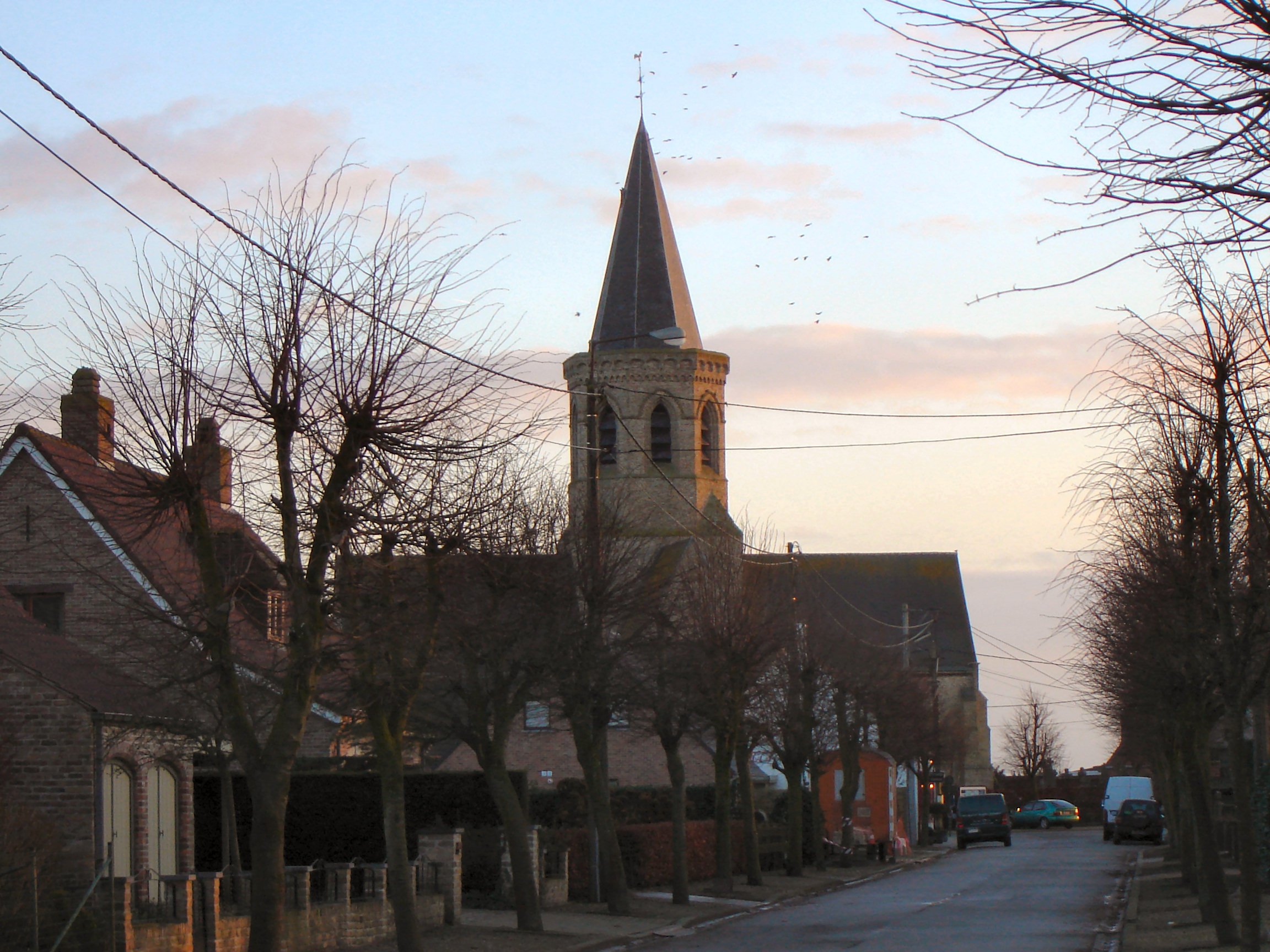
Sint-Andrieskerk

De Sint-Andrieskerk is de parochiekerk van het tot de West-Vlaamse gemeente Koekelare behorende dorp Zande, gelegen aan de Sint Andriesstraat.

## Geschiedenis
Omstreeks 1200 werd te Zande een vroeggotische kruiskerk gebouwd, die afhankelijk was van de parochie van Gistel. In de tweede helft van de 13e eeuw werd Zande een zelfstandige parochie, waarvan het patronaatsrecht berustte bij de Sint-Andriesabdij.
In 1442 werd een reliek van het Heilig Kruis aan de kerk geschonken door ene Gerard Clement, waarover een wonderlijke legende de ronde doet.
De kerk werd eind 17e eeuw in brand gestoken door Franse troepen en bleef als ruïne staan, waarna herstel volgde. In 1844 werd de kerk vergroot onder leiding van Pierre Buyck. In 1903 stortte, tijdens herstelwerkzaamheden, de toren in, waardoor de kerk grotendeels verwoest werd.
Van 1909-1910 werd de kerk herbouwd onder leiding van Jules Carette. De herstelde toren vertoonde gelijkenis met die van het nabijgelegen Moere. In 1922 kwam er een nieuw orgel, vervaardigd door Frans Vos. Het verving een tijdens de Eerste Wereldoorlog verloren gegaan orgel, dat in 1865 gebouwd was door Pieter Loncke.

## Gebouw
Het betreft een eenbeukig kerkgebouw in rode en bruine baksteen met een vieringtoren op vierkante basis met achthoekige bovengeleding. Er zijn drie grafstenen (17e en 18e eeuw) ingemetseld.

## Interieur
De Heilig Kruisreliek is gevat in een 17e-eeuws schrijn. Een 17e-eeuws schilderij stelt de Bewening van Christus voor. Uit de 18e eeuw is een beeld van Maria met Kind.